# Huntsville (Arkansas)
Huntsville es una ciudad en el condado de Madison, Arkansas, Estados Unidos. Para el censo de 2000 la población era de 1.931 habitantes. Es parte del área metropolitana de Fayetteville-Springdale-Rogers. La ciudad es la sede del condado de Madison.
Durante la guerra civil estadounidense, la ciudad fue el sitio de la masacre de Huntsville.

## Geografía
Huntsville se localiza a 36°5′23″N 93°44′6″O / 36.08972, -93.73500. De acuerdo a la Oficina del Censo de los Estados Unidos, la ciudad tiene un área total de 7,8 km², de los cuales el 100% es terreno seco.

## Demografía
Según el censo de 2000, había 1.931 personas, 761 hogares y 493 familias en la ciudad. La densidad de población era 247,6 hab/km². Había 853 viviendas para una densidad promedio de 109,1 por kilómetro cuadrado. De la población el 90,21% eran blancos, el 0,10% afroamericanos, el 2,12% amerindios, el 0,21% isleños del Pacífico, el 6,53% de otras razas y el 0,83% mestizos. El 12,79% de la población eran hispanos o latinos de cualquier raza.
Se contaron 761 hogares, de los cuales el 33,5% tenían niños menores de 18 años, el 45,2% eran parejas casadas viviendo juntos, el 15,8% tenían una mujer como cabeza del hogar sin marido presente y el 35,1% eran hogares no familiares. El 32,5% de los hogares estaban formados por un solo miembro y el 20,0% tenían a un mayor de 65 años viviendo solo. La cantidad de miembros promedio por hogar era de 2,43 y el tamaño promedio de familia era de 3,03 miembros.
En la ciudad la población estaba distribuida en: 26,8% menores de 18 años, 10,2% entre 18 y 24, 22,5% entre 25 y 44, 18,8% entre 45 y 64 y 21,8% tenían 65 o más años. La edad media fue 36 años. Por cada 100 mujeres había 87,8 varones. Por cada 100 mujeres mayores de 18 años había 82,0 varones.
El ingreso medio para un hogar en la ciudad fue de $25.288 y el ingreso medio para una familia $32.609. Los hombres tuvieron un ingreso promedio de $26.929 contra $19.766 de las mujeres. El ingreso per cápita de la ciudad fue de $14.686. Cerca de 20,9% de las familias y 23,7% de la población estaban por debajo de la línea de pobreza, 32,4% de los cuales eran menores de 18 años y 26,8% mayores de 65.

## Residentes y nativos notables
- Gary Miller, congresista por el estado de California, nació en Huntsville
- Orval Faubus, gobernador de Arkansas durante la desegregación, nació cerca de Huntsville
- Ronnie Hawkins, músico de rock and roll, nació en la ciudad